# Fußball-Weltmeisterschaft 2014/Portugal
Dieser Artikel behandelt die portugiesische Fußballnationalmannschaft bei der Fußball-Weltmeisterschaft 2014. Portugal nahm zum sechsten Mal an der Endrunde und zum ersten Mal an einer WM in Südamerika teil.

## Qualifikation
Die Mannschaft qualifizierte sich über die Qualifikationsspiele des europäischen Fußballverbandes UEFA für die Weltmeisterschaft in Brasilien.

### Spiele
In der ersten Runde traf Portugal in der Gruppe F auf Russland, Israel, Aserbaidschan, Nordirland und Luxemburg. In den zehn daraus entstandenen Begegnungen trug Portugal sechs Siege, drei Remis und eine Niederlage davon. Durch das 1:1 am vorletzten Spieltag gegen Israel verpasste Portugal die direkte Qualifikation und musste sich als einer von acht Gruppenzweiten über die Playoff-Spiele qualifizieren.
| Datum      | Spielort                           | Gastgeber     | Gast          | Ergebnis  | Torschützen                                                                                                  |
| ---------- | ---------------------------------- | ------------- | ------------- | --------- | --- |
| 07.09.2012 | Josy-Barthel-Stadion, Luxemburg    | Luxemburg     | Portugal      | 1:2 (1:1) | Da Mota (13.); Cristiano Ronaldo (28.), Hélder Postiga (54.)                                                 |
| 11.09.2012 | Estádio Municipal de Braga, Braga  | Portugal      | Aserbaidschan | 3:0 (0:0) | Silvestre Varela (63.), Hélder Postiga (85.), Bruno Alves (88.)                                              |
| 12.10.2012 | Olympiastadion Luschniki, Moskau   | Russland      | Portugal      | 1:0 (1:0) | Kerschakow (6.)                                                                                              |
| 16.10.2012 | Estádio do Dragão, Porto           | Portugal      | Nordirland    | 1:1 (0:1) | McGinn (30.); Hélder Postiga (79.)                                                                           |
| 22.03.2013 | Ramat-Gan-Stadion, Ramat Gan       | Israel        | Portugal      | 3:3 (2:1) | Hemed (24.), Ben Basat (40.), Gershon (70.); Bruno Alves (2.), Hélder Postiga (72.), Fábio Coentrão (90.+3.) |
| 26.03.2013 | Tofiq-Bəhramov-Stadion, Baku       | Aserbaidschan | Portugal      | 0:2 (0:0) | Bruno Alves (63.), Hugo Almeida (79.)                                                                        |
| 07.06.2013 | Estádio da Luz, Lissabon           | Portugal      | Russland      | 1:0 (1:0) | Hélder Postiga (9.)                                                                                          |
| 06.09.2013 | Windsor Park, Belfast              | Nordirland    | Portugal      | 2:4 (1:1) | McAuley (36.), Ward (52.); Bruno Alves (21.), Cristiano Ronaldo (68., 77., 83.)                              |
| 11.10.2013 | Estádio da Luz, Lissabon           | Portugal      | Israel        | 1:1 (1:0) | Ricardo Costa (28.); Ben Basat (85.)                                                                         |
| 15.10.2013 | Estádio Cidade de Coimbra, Coimbra | Portugal      | Luxemburg     | 3:0 (2:0) | Silvestre Varela (30.), Nani (36.), Hélder Postiga (78.)                                                     |

### Abschlusstabelle der Qualifikationsrunde
| Rang | Land          | Tore  | Punkte |
| ---- | ------------- | ----- | ------ |
| 1    | Russland      | 20:5  | 22     |
| 2    | Portugal      | 20:9  | 21     |
| 3    | Israel        | 19:14 | 14     |
| 4    | Aserbaidschan | 7:11  | 9      |
| 5    | Nordirland    | 9:17  | 7      |
| 6    | Luxemburg     | 7:26  | 6      |

### Playoff-Spiele
| Datum      | Spielort                 | Gastgeber | Gast     | Ergebnis  | Torschützen                                               |
| ---------- | ------------------------ | --------- | -------- | --------- | --------------------------------------------------------- |
| 15.11.2013 | Estádio da Luz, Lissabon | Portugal  | Schweden | 1:0 (0:0) | Cristiano Ronaldo (82.)                                   |
| 19.11.2013 | Friends Arena, Solna     | Schweden  | Portugal | 2:3 (0:0) | Ibrahimović (68., 72.); Cristiano Ronaldo (50., 77., 79.) |

Insgesamt erzielten acht Spieler die Tore für Portugal, davon Hélder Postiga mit 6 Toren die meisten in der Gruppenphase. Cristiano Ronaldo schoss 8 Tore, mit insgesamt vier in den Playoff-Spielen die meisten in dieser Phase der Qualifikation. Damit belegte er mit drei anderen Spielern Platz 3 der europäischen Torschützenliste. Mit den drei Toren im letzten Playoff-Spiel gegen Schweden egalisierte er den Rekord von Pauleta. Am 16. Oktober 2012 hatte er im vierten Qualifikationsspiel bereits als drittjüngster Europäer sein 100. Länderspiel gemacht. Insgesamt setzte Paulo Bento 29 Spieler ein, von denen Rui Patrício, Miguel Veloso und João Moutinho in allen zwölf Spielen zum Einsatz kamen. Mit Éder, André Almeida und Josué kamen auch drei Spieler in den Qualifikationsspielen zu ihren ersten Länderspielen.

## Vorbereitung
Testspiele:
- 05. März in Leiria gegen Kamerun: 5:1 (Torschützen für Portugal: Ronaldo/21. und 83., Meireles/66., Coentrão/67. sowie Edinho/77.)
- 31. Mai in Lissabon gegen die vom Portugiesen Fernando Santos trainierte griechische Nationalmannschaft:[1] 0:0
- 06. Juni in Foxborough (USA) gegen Mexiko: 1:0 (Torschütze: Alves/90.)
- 10. Juni in East Rutherford (USA) gegen Irland: 5:1 (Torschützen für Portugal: Almeida/3. und 37. Keogh/20./Eigentor, Vieirinha/77. und Coentrão/83.)

## Endrunde

### Kader
Die folgenden Spieler standen im Aufgebot für die Weltmeisterschaft 2014 in Brasilien. Elf Spieler standen schon bei der WM davor im Kader. Cristiano Ronaldo und Ricardo Costa, die auch 2006 schon dabei waren, sind die ersten Portugiesen, die an drei WM-Endrunden teilnahmen. Ebenfalls 2006, aber nicht 2010 war Hélder Postiga dabei. Mit 13 Spielen ist Cristiano Ronaldo nun portugiesischer WM-Rekordspieler.
| Nr.         | Name              | Verein vor WM-Beginn | Länderspiel- einsätze * | Länderspiel- tore * | Geburtstag         | Spiele | Tore |   |  |   | WM- Teilnahmen | WM-Spiele (vor 2014) | WM-Tore (vor 2014) |
| ----------- | ----------------- | -------------------- | ----------------------- | ------------------- | ------------------ | ------ | ---- | - |  | - | -------------- | -------------------- | ------------------ |
| Torhüter    |                   |                      |                         |                     |                    |        |      |   |  |   |                |                      |                    |
| 22          | Beto              | FC SevillaE          | 07                      | 0                   | 1. Mai 1982        | 2      |      |   |  |   | 2010           | 0                    | 0                  |
| 01          | Eduardo           | Sporting Braga       | 034                     | 0                   | 19. September 1982 | 1      |      |   |  |   | 2010           | 4                    | 0                  |
| 12          | Rui Patrício      | Sporting Lissabon    | 030                     | 0                   | 15. Februar 1988   | 1      |      |   |  |   |                |                      |                    |
| Abwehr      |                   |                      |                         |                     |                    |        |      |   |  |   |                |                      |                    |
| 19          | André Almeida     | Benfica LissabonM, P | 05                      | 0                   | 10. September 1990 | 2      |      |   |  |   |                |                      |                    |
| 02          | Bruno Alves       | Fenerbahçe IstanbulM | 072                     | 10                  | 27. November 1981  | 3      |      |   |  |   | 2010           | 4                    | 0                  |
| 05          | Fábio Coentrão    | Real Madrid C, P     | 045                     | 04                  | 11. März 1988      | 1      |      |   |  |   | 2010           | 4                    | 0                  |
| 21          | João Pereira      | FC Valencia          | 036                     | 0                   | 25. Februar 1984   | 3      |      | 1 |  |   |                |                      |                    |
| 14          | Luís Neto         | Zenit St. Petersburg | 09                      | 0                   | 26. Mai 1988       |        |      |   |  |   |                |                      |                    |
| 03          | Pepe              | Real Madrid C, P     | 058                     | 03                  | 26. Februar 1983   | 2      |      |   |  | 1 | 2010           | 2                    | 0                  |
| 13          | Ricardo Costa     | FC Valencia          | 019                     | 01                  | 16. Mai 1981       | 2      |      |   |  |   | 2006, 2010     | 3                    | 0                  |
| Mittelfeld  |                   |                      |                         |                     |                    |        |      |   |  |   |                |                      |                    |
| 08          | João Moutinho     | AS Monaco            | 068                     | 02                  | 8. September 1986  | 3      |      | 1 |  |   |                |                      |                    |
| 04          | Miguel Veloso     | Dynamo Kiew          | 049                     | 02                  | 11. Mai 1986       | 3      |      |   |  |   | 2010           | 2                    | 0                  |
| 16          | Raúl Meireles     | Fenerbahçe IstanbulM | 074                     | 010                 | 17. März 1983      | 2      |      |   |  |   | 2010           | 4                    | 1                  |
| 20          | Rúben Amorim      | Benfica LissabonM, P | 013                     | 0                   | 27. Januar 1985    | 1      |      |   |  |   | 2010           | 1                    | 0                  |
| 06          | William Carvalho  | Sporting Lissabon    | 04                      | 0                   | 7. April 1992      | 2      |      |   |  |   |                |                      |                    |
| Angriff     |                   |                      |                         |                     |                    |        |      |   |  |   |                |                      |                    |
| 07          | Cristiano Ronaldo | Real Madrid C, P     | 111                     | 49                  | 5. Februar 1985    | 3      | 1    |   |  |   | 2006, 2010     | 10                   | 2                  |
| 11          | Éder              | Sporting Braga       | 08                      | 0                   | 22. Dezember 1987  | 3      |      |   |  |   |                |                      |                    |
| 23          | Hélder Postiga    | Lazio Rom            | 069                     | 27                  | 2. August 1982     | 1      |      |   |  |   | 2006           | 3                    | 0                  |
| 09          | Hugo Almeida      | Beşiktaş Istanbul    | 055                     | 19                  | 23. Mai 1984       | 1      |      |   |  |   | 2010           | 2                    | 1                  |
| 17          | Nani              | Manchester United    | 075                     | 14                  | 17. November 1986  | 3      | 1    |   |  |   |                |                      |                    |
| 15          | Rafa Silva        | Sporting Braga       | 03                      | 0                   | 17. Mai 1993       |        |      |   |  |   |                |                      |                    |
| 18          | Silvestre Varela  | FC Porto             | 024                     | 04                  | 2. Februar 1985    | 2      | 1    |   |  |   |                |                      |                    |
| 10          | Vieirinha         | VfL Wolfsburg        | 09                      | 01                  | 24. Januar 1986    | 1      |      |   |  |   |                |                      |                    |
| Trainerstab |                   |                      |                         |                     |                    |        |      |   |  |   |                |                      |                    |
|             | Paulo Bento       | Trainer              | 035                     | 0                   | 20. Juni 1969      |        |      |   |  |   | 2002           | 3                    | 0                  |
|             | Leonel Pontes     | Trainerassistent     |                         |                     | 9. Juli 1972       |        |      |   |  |   |                |                      |                    |
|             | Ricardo Peres     | Torwarttrainer       |                         |                     |                    |        |      |   |  |   |                |                      |                    |
|             | João Aroso        | Konditionstrainer    |                         |                     |                    |        |      |   |  |   |                |                      |                    |

(*) angegeben sind nur die Spiele und Tore, die vor Beginn der Weltmeisterschaft absolviert bzw. erzielt wurden (Quelle, Stand 16. Mai 2014, aktualisiert nach den Spielen gegen Griechenland am 31. Mai 2014, Mexiko am 7. Juni 2014 und Irland am 11. Juni 2014)
1. ↑  C = Der Verein wurde in der Saison 2013/14 UEFA-Champions-League-Sieger, E = Der Verein wurde in der Saison 2013/14 Europa-League-Sieger, M = Der Verein wurde in der Saison 2013/14 Meister seines Landes, P = Der Verein wurde in der Saison 2013/14 Pokalsieger, * = Der Verein spielt in der zweithöchsten Liga seines Landes.
2. ↑  Zudem ein Eigentor durch den Ghanaer John Boye
3. 1 2 3 4 5  Als Spieler

### Gruppenphase
Bei der am 6. Dezember 2013 vorgenommenen Auslosung der Endrunde wurde Portugal in die Gruppe G mit Gruppenkopf Deutschland gelost. Zugelost wurden ferner Ghana und die USA. Deutschland war zuletzt am 9. Juni 2012 im ersten Gruppenspiel der EM-Endrunde Gegner, wobei Deutschland mit 1:0 gewann. Bei Weltmeisterschaften trafen beide erst einmal aufeinander, im Spiel um Platz 3 bei der WM 2006, das Deutschland mit 3:1 gewann. Die USA war zuletzt am 5. Juni 2002 im ersten Gruppenspiel der WM-Endrunde 2002 Gegner, wobei die USA mit 3:2 gewann. Insgesamt war die Bilanz mit zwei Siegen, einem Remis und einer Niederlage gegen die USA ausgeglichen. Gegen Ghana hatte Portugal vor der WM noch nie gespielt.
Vor der Auslosung äußerte Portugals Rekordtorschütze Cristiano Ronaldo den Wunsch, nicht auf Deutschland zu treffen.
In der Gruppenphase der Endrunde verlor Portugal zunächst 0:4 gegen Deutschland. Dabei wurde der Innenverteidiger Pepe wegen einer Tätlichkeit vom Platz gestellt. Zudem zogen sich Hugo Almeida und Fábio Coentrão ohne gegnerische Einwirkung Oberschenkelverletzungen zu und konnten fortan nicht mehr eingesetzt werden. Gegen die USA erwischte Portugal einen sehr guten Start. Bereits in der fünften Minute traf Nani. Das Spiel, das später verflachte wurde durch zwei Tore der USA gedreht. In der vorletzten Minute der Nachspielzeit konnte Varela nach Ronaldos Flanke noch ausgleichen. Im letzten Spiel gegen Ghana siegte Portugal mit 2:1, wobei Cristiano Ronaldo sein 50. Länderspieltor erzielte. Wegen der schlechteren Tordifferenz wurde Portugal nur Gruppendritter und schied aus.
| Pl. | Land        | Sp. | S | U | N | Tore    | Diff. | Punkte |
| --- | ----------- | --- | - | - | - | ------- | ----- | ------ |
| 1.  | Deutschland | 3   | 2 | 1 | 0 | 007:200 | +5    | 07     |
| 2.  | USA         | 3   | 1 | 1 | 1 | 004:400 | ±0    | 04     |
| 3.  | Portugal    | 3   | 1 | 1 | 1 | 004:700 | −3    | 04     |
| 4.  | Ghana       | 3   | 0 | 1 | 2 | 004:600 | −2    | 01     |

- Mo., 16. Juni 2014, 13:00 Uhr (18:00 Uhr MESZ) in Salvador da Bahia

 Deutschland –  Portugal 4:0 (3:0)
- So., 22. Juni 2014, 15:00 Uhr (21:00 Uhr MESZ) in Manaus

 USA –  Portugal 2:2 (0:1)
- Do., 26. Juni 2014, 13:00 Uhr (18:00 Uhr MESZ) in Brasília

 Portugal –  Ghana 2:1 (1:0)

## Sportliche Auswirkungen
Durch das Vorrundenaus verlor Portugal in der FIFA-Weltrangliste sieben Plätze und fiel von Platz 4 auf den 11. Platz.
Der Absturz aus den Top 10 ist dabei weniger die Ursache des eigenen Punktverlustes (−42 Punkte), stattdessen eher auf die Punktgewinne der meisten Mannschaften zurückzuführen, die die K.-o.-Runde erreichten.